# الدوري التونسي لكرة اليد 1973–74
الدوري التونسي لكرة اليد 1973-1974 هو الدورة 19 من الدوري التونسي لكرة اليد. شارك فيها 12 فريقا.

فاز بهذا الموسم الترجي الرياضي التونسي، وجاء ثانيا النادي الإفريقي.

## روابط خارجية
- الموقع الرسمي للجامعة التونسية لكرة اليد.